# Григор'єв Василь Васильович
Василь Васильович Григор'єв (*15 березня 1816 р., Санкт Петербург — †19 грудня 1881) — професор, вчений-сходознавець, досліджував історію Криму.

## Біографія
Одержавши домашню освіту. У свої 15 років став студентом історико-філологічного факультету Санкт-Петербурзького університету, де він обрав своєю спеціальністю східні мови. Наставником в університетських заняттях у В. В. Григор'єва став професор Сенковський Й. І.. Після закінчення університетського курсу на 19-му році життя Василь Васильович протягом півтора років служив у навчальному відділенні східних мов при Міністерстві закордонних справ, де велику частину часу витрачав на практичне вивчення східних мов [23, с. 650]. У цей час він активно співробітничав у «Енциклопедичному лексиконі» А. О. Плюшара, для якого написав значну кількість довідкових статей з історії, географії і літератури мусульманського сходу, брав діяльну участь у різних періодичних виданнях.
Перші історичні дослідження В. В. Григор'єва звернули на нього увагу наукової еліти Санкт-Петербурга. Рекомендації змінити дипломатичну кар'єру на наукову цілком збігалися з його бажаннями. Так В. В. Григор'єв знову виявився в столичному університеті, але вже в ранзі викладача перської мови [24, с. 124—125]. Одночасно він вивчав історію і географію Азії. Конфлікт із науковим наставником, професором Сенковським, спонукав В. В. Григор'єва прийняти пропозицію про переїзд до Одеси [25, с. 216].

## Наукова та педагогічна діяльність

### Одеський період
30 вересня 1838 р. в Одеському Рішельєвському ліцеї, який був зрівняний у правах з університетом, Василь Васильович одержав місце професора східних мов, а затверджений на цій посаді він був 18 грудня 1842 р. [26, с. 83-84] Одеський період життя і творчості вченого, що продовжувався близько 6 років, є особливо цікавим, тому що саме в ці роки в Григор'єва з'явився і розвинувся в наукових працях інтерес до Криму.
22 квітня 1839 р. В. В. Григор'єв був прийнятий у дійсні члени Одеського товариства історії та старожитностей, у роботі якого він взяв найактивнішу участь. Історик став головним редактором першого тому «рос. Записки Одесского общества истории и древностей» [27, арк. 1], де були надруковані два з його кримознавчих дослідження, присвячених нумізматиці середньовічного Криму і джерелам з історії Кримського ханства. Василь Васильович надавав великого значення пам'ятникам офіційної писемності Кримського ханства в зв'язку з тим, що вони до того часу залишалися зовсім незнайомими світовій науці. Він відзначав у передмові до ярликів, що ні у вітчизняній, ні в європейській орієнталістиці дотепер ніхто не займався розшуком, збором і виданням дипломатичних, юридичних і іншого роду актів, «які існували в ханствах тюркських, що вже зникли або ще продовжували своє буття» [30, с. 1]. Обидва ярлики були подані в літографованих знімках відомого московського художника К. Я. Тромоніна. Переклад був зроблений першим драгоманом татарської мови Азійського департаменту МЗС Януаром Ярцовим.
Раніше невідому для біографів В. В. Григор'єва інформацію про його поїздки, пов'язані з вивченням Криму, під час перебування його на посаді професора Рішельєвського ліцею, надають матеріали особистого фонду вченого, виявлені в Російському державному історичному архіві. 23 липня 1839 р. керівництво ліцею ухвалило рішення про відрядження В. В. Григор'єва до Османської імперії для практичного вивчення османської мови. Крім того, історику було доручено придбати в Османській імперії східні рукописи, що стосувалися історії Криму, «які знайде такими, що заслуговують на увагу» [31, арк. 2], на що Василю Васильовичу було виділено 500 карбованців.
26 березня 1843 р. попечитель Одеського навчального округу Д. М. Княжевич писав до В. В. Григор'єва: 
|  | …зважаючи за потрібне перевірити успіхи в класах татарської мови в училищах Таврійської губернії, доручаю Вам негайно туди вирушити… і доповісти мені особисто про успіхи викладання в татарських класах при училищах, що Вами будуть оглянуті [31, арк. 6] |

.
У повідомленні В. В. Григор'єва про ревізію кримськотатарських навчальних закладів дано різноманітну інформацію про стан освіти в Криму в 40-х рр. XIX століття. З цього документа виходить, що В. В. Григор'єв відвідав татарське відділення Сімферопольської гімназії, парафіяльні училища в Бахчисараї й Карасубазарі, повітові училища в Саках і Сарабузі. Інспектор вказав на відсутність підручників і методичної літератури для вчителів, низький рівень викладання і знань учнів [31, арк. 7-12].

### Московський період
У 1842 р. у Московському університеті В. В. Григор'єв захистив магістерську дисертацію «Про вірогідність ярликів, даних ханами Золотої Орди російському духівництву». Показником зрілості наукових узагальнень, зроблених 26-літнім магістром, її значимості для науки є оцінка цієї праці, складена провідним німецьким орієнталістом Шоттом, який вважав, що це дослідження 
|  | безперечно належить до найкращих монографій наукового змісту, які коли-небудь написані російськими вченими [32, с. 118]. |

Василь Васильович не бачив у провінційній Одесі можливостей для свого подальшого наукового росту. Він докладав усіх зусиль, щоб працювати в Московському університеті. Однак турботи про переміщення в Москву, що тривали майже два роки, не увінчалися успіхом. Не бажаючи далі залишатися в провінції, В. В. Григор'єв у 1844 р. вийшов у відставку і переселився до Санкт-Петербурга, де незабаром зміг одержати посаду чиновника для особливих доручень при департаменті духовних справ іноземних сповідань в Міністерстві внутрішніх справ (1845—1851). Посада не обтяжувала В. В. Григор'єва, і він додатково взяв на себе обов'язки помічника редактора видання «рос. Журнал Министерства внутренних дел (ЖМВД)». Редактором цього журналу був М. І. Надєждін, з яким В. В. Григор'єв близько зійшовся в Одесі. Василь Васильович знову влився в жваву журналістську роботу. Набутий на журналістській ниві авторитет дозволив В. В. Григор'єву згодом заснувати свій журнал «рос. Северное обозрение», який, не зустрівши співчуття публіки, проіснував недовго [24, с. 126].
Безпосередній інтерес ученого до минулого Криму проявився в підготовці для «ЖМВД» оглядів археологічних досліджень, що у цей період активно проводилися на півострові А. Б. Ашиком і Д. В. Карейшею. У статті «Про археологічні пошуки в Керчі» В. В. Григор'єв докладно зупинився на дослідженні А. Б. Ашиком Золотого кургану й описі знахідок. У висновку він помістив хронологію найбільш значимих археологічних відкриттів на Керченському півострові. Опис новорозкопаних пам'ятників В. В. Григор'єв запропонував у публікації «Про древні статуї, знайдені останнім часом у Керчі». Обидві названі роботи були надруковані без підпису. Атрибутувати їх можна за фундаментальною монографією М. І. Веселовського «Василь Васильович Григор'єв за його листами і працями, 1816—1880» [35, с. 089, 094], що до сьогодні є найдетальнішим дослідженням життєвого і творчого шляху сходознавця.
Значною подією в розвитку історичного краєзнавства Криму стала поява спочатку на сторінках «ЖМВД», а потім і окремим виданням монографії В. В. Григор'єва «Царі Боспора Кіммерійського, переважно за сучасними їм пам'ятками і монетами». Дослідження було присвячено пам'яті видатного «незамінного досі дослідника Чорноморських старожитностей» академіка Е. Е. Келера. На підставі новітніх археологічних досліджень древнього Пантікапея, аналізу археолого-нумізматичних праць із цього питання А. Б. Ашика, Ф. А. Жиля, Б. В. Кене, П. І. Кеппена, П. Ю. Сабатьє, Г. І. Спаського та інших авторів В. В. Григор'єв спробував зробити узагальнення, що заповнювали б прогалини в історії Боспорського царства. Оцінюючи на тлі останніх наукових розробок працю В. В. Григор'єва, рецензенти відзначали її визначну роль у систематизації даних із археології та нумізматики Боспору. Перераховані вище дослідження принесли В. В. Григор'єву славу знавця історії Криму. Не випадково в 1840-х рр. зав'язалося знайомство і наукове співробітництво вчених з піонером наукового кримознавства П. І. Кеппеном. Збереглося їхнє листування, що належить до 1847—1857 рр. [38, арк. 1-6] і торкається загальних питань сходознавства.
Авторитет вченого у світовій науці тих років підкреслюється його обранням у члени
- Московського археологічного товариства,
- Паризького азійського товариства,
- Лейпцизького товариства німецьких орієнталістів.

Протягом декількох десятиліть В. В. Григор'єв був діяльним співробітником Російського географічного товариства, у періодичному виданні якого він помістив шерег матеріалів про різні народи Російської імперії.
Істотним доповненням до загального огляду кримознавчої спадщини сходознавця є неопубліковані наукові дослідження В. В. Григор'єва, що збереглися в його особистому фонді в РДІА. Усі вони не датовані. У статті «Про ярлики» розкривається їхнє значення в зовнішньополітичному і внутрішньому житті Золотої Орди, а потім і в одному з її осколків — Кримському ханстві [39, арк. 1-21]. Загальний огляд історії півострова представлений у збереженому автографі вченого «Історичний огляд Криму», що готувався як публічна лекція [40, арк. 1-11]. У роботі велика увага приділена мовному впливу різних народів Криму й Османської імперії. Цікаві статистичні дані були зібрані й узагальнені вченим у неопублікованому рукописі «Про населення татар і ногайців у Криму» [40, арк. 12]. Частина розрізнених рукописних записів ученого з цієї проблеми збереглася у вигляді чернеток [41, арк. 1-10]. Ці наукові дослідження В. В. Григор'єва, раніше не введені до наукового обігу, становлять безсумнівний інтерес для сучасних істориків і етнографів Криму.
У 1878 р. Василь Васильович розстався з університетом за станом здоров'я.
У 1880 р. він пішов у відставку і зі своєї останньої посади — керуючого справами друку, яку він займав з 1874 р. [42, с. 358—359]. Залишок днів він розраховував провести в спокої, присвятивши їх науці, закінчити задумані праці. Але здійснитися цим планам, на жаль, не довелося.
Улітку 1881 р. В. В. Григор'єв занедужав, а 19 грудня 1881 р. помер. Похований на Новодівочому цвинтарі міста Санкт-Петербург.

## Праці
- (рос.)Григорьев А. П., Пожалование в ярлыке Улуг-Мухаммеда // Ученые записки Ленинградского государственного университета. № 414. Сер. Востоковедческие науки. Вып. 26. Востоковедение. 10. Филологические исследования. Межвузовский сборник.- Л.: Изд-во ЛГУ, 1984.- С. 122—142.
- (рос.)Григорьев В. В., Монеты Джучидов, генуэзцев и Гиреев, битые на Таврическом полуострове и принадлежащие Обществу // 3ООИД.- Одесса, 1844.- Т. 1.- С. 301—314, 654.
- (рос.)Григорьев В. В., Ярлыки Тохтамыша и Сеадет-Гирея //3ООИД.- Одесса, 1844.- Т. 1, отд. 2.- С. 337—346.
- (рос.)Григорьев В. В., Ярлыки Тохтамыша и Сеадет-Гирея в литографированных снимках работы К. Я. Тромонина, с транскрипцией переводом Я. О. Ярцова, с введением и примечанием В. В. Григорьева.- Одесса, 1844.- 10 с.
- (рос.)Григорьев В. В., Об археологических поисках в Керчи // ЖМВД.- 1845.- Декабрь.- С. 426—449.
- (рос.)Григорьев В. В., О древних статуях, найденных в последнее время в Керчи // ЖМВД.- 1851.- Ноябрь.- С. 297—308.
- (рос.)Григорьев В. В., Цари Боспора Киммерийского, преимущественно по современным им памятникам и монетам // ЖМВД.- 1851.- № 10.- С. 110—146; № 11.- С. 267—296; № 12.- С. 413—483; То же.- СПб., 1851.- 136 с.